# Ferulago armena
Ferulago armena là một loài thực vật có hoa trong họ Hoa tán. Loài này được (DC.) Bernardi mô tả khoa học đầu tiên năm 1979.